# Acroneuria omeiana
Acroneuria omeiana és una espècie d'insecte plecòpter pertanyent a la família dels pèrlids.